# 위성 명명법

태양계의 위성들 중 일부. 태양계에는 400여개에 가까운 위성이 있으며, 대부분에 이름이 붙여져 있다.

위성 명명은 1973년부터 국제천문연맹의 행성계 명명 위원회에서 관할하고 있으며, 현재는 행성계 명명 실무단(Working Group for Planetary System Nomenclature, WGPSN)이라고 불린다.
위성 명명 방법은 계속해서 변화해 왔다. 보통은 발견자가 이름을 붙이지만, 발견 이후 한참 동안 이름이 붙여지지 않은 경우도 많다. 예를 들어, 타이탄은 1655년 발견되었지만 거의 2세기 후인 1847년 이름이 붙었다. 국제천문연맹이 위성 명명을 관할하기 전까지는 25개 위성에만 널리 쓰이는 이름이 붙어 있었으며, 이 이름들은 아직도 쓰이고 있다. 그 후 목성의 위성 57개, 토성 43개, 천왕성 22개, 해왕성 12개, 명왕성 5개, 에리스 1개, 하우메아 2개에 이름이 붙었으며, 새로운 위성이 발견됨에 따라 이 수는 계속해서 늘어가고 있다.
2004년 IAU 총회에서 WGPSN에서는 CCD 기술이 발전함에 따라 지름 1 km 정도의 작은 위성들도 발견이 가능해짐에 따라, 크기가 작은 위성은 이름을 붙이지 않을 것을 제안했다. 2013년까지는 크기에 상관없이 이름이 붙었지만, 그 후에는 일부 위성은 이름이 붙여지지 않고 있다.

## 태양계 천체의 위성 명명

### 달
모든 언어에는 달을 가리키는 어휘가 있으며, 천문학 논문에도 해당 단어들이 일반적으로 사용된다. 하지만 일부 특수 어휘를 사용한 경우가 있는데, 17세기에는 달을 "페르세포네"로 칭하는 경우도 있었으며, 달을 라틴어를 따 "루나"로 부르는 경우는 현재도 흔하다. 합성어에서는 그리스어의 "셀레네"(selēnē)를 따 월리학(selenography)과 월학(selenology)에 사용한다.

### 화성
화성의 두 위성 포보스와 데이모스의 이름은 1878년 아사프 홀이 지었으며, 이름은 그리스 신화의 아레스의 두 아들 이름에서 따 왔다.

### 목성
갈릴레이 위성 이오, 유로파, 가니메데, 칼리스토의 이름은 1610년 시몬 마리우스가 발견 이후 붙였으나, 19세기 후반까지 이 이름들은 사용되지 않았으며, 천문학 문헌에서는 일반적으로 "목성 I", "목성 II"나 "목성의 첫 번째 위성" 등 번호로 불렀다.
20세기 초반에 이오, 유로파, 가니메데, 칼리스토라는 이름은 다시 인기를 탔지만, 이후에 발견된 5번째부터 12번째 위성은 로마 숫자 V(5)부터 XII(12)까지, 그저 숫자로만 불렸다. 1892년 발견된 목성 V는 프랑스 천문학자 카미유 플라마리옹의 최초 사용 이래, 비공식적인 논의를 통해 "아말테아"라는 이름이 붙었다.
1904년부터 1951년 사이에 발견된 다른 불규칙 위성들은 이름 없는 상태로 남겨졌으며, 1955년 브라이언 G. 마즈든이 명칭을 제안하기 전까지는 제안된 이름조차 없었다. 이 이름은 과학 소설이나 기사 등 일부 분야에서는 바로 수용되었지만, 1970년대까지 학계에서는 거의 사용되지 않았다. 1962년 네스테로비치와 1973년 카르펜코가 제안함 이름도 있었지만, 특별한 반응을 얻지 못했다.
1974년 찰스 코왈의 목성 XIII 발견이 이루어진 1년 후, 1975년 IAU 외태양계 명명 실무단에서 목성 V~XIII까지 이름을 부여했고, 이후 발견되는 위성에 이름을 붙이는 절차를 마련했다. 목성 V는 아말테아라는 이름이 고정되었고, XIII는 코왈의 제안에 따라 레다가 되었으며, VI부터 XII까지는 순행 위성의 이름은 a로 끝나고 역행 위성의 이름은 e로 끝나게 하자는 철학자 위르겐 블룽크의 제안에 따라, 기존 이름이 전부 폐기되었다.
새로운 명명 체계는 상당한 저항을 받았다. 코왈은 자신이 목성 XIII의 이름을 제안했음에도, 목성의 불규칙 위성은 아에 이름이 붙여지지 않아야 한다고 주장했다. 칼 세이건은 새로 붙여진 이름들이 심할 정도로 알려지지 않은 이름이라는 점을 지적하며, 1955년도의 제안을 바탕으로 1976년 자신이 새 이름을 제안했다. 카르펜코는 1981년 자신이 쓴 책 "The Names of the Starry Sky"에서 같은 문제를 지적하며, e로 끝나는 이름이 항상 일반적인 것은 아니라고 말했다. 실무단의 대표인 토비아스 오웬은 칼 세이건에게 답변으로, 고의적으로 흔하지 않은 이름을 선택했다는 것을 인정했다.
| 번호      | 1955년 제안 브라이언 G. 마즈든 | 1962년 제안 네스테로비치 | 1973년 제안 카르펜코 | 1975년 제안 IAU 위원회 | 1976년 제안 칼 세이건 |
| --------- | ------------------------------ | ------------------------ | -------------------- | ---------------------- | --------------------- |
| 목성 VI   | 헤스티아                       | 아틀라스                 | 아드라스테아         | 히말리아               | 마이아                |
| 목성 VII  | 헤라                           | 허큘리스                 | 다나에               | 엘라라                 | 헤라                  |
| 목성 VIII | 포세이돈                       | 페르세포네               | 헬레네               | 파시파에               | 알크메네              |
| 목성 IX   | 하데스                         | 케르베로스               | 이다                 | 시노페                 | 레토                  |
| 목성 X    | 데메테르                       | 프로메테우스             | 레토                 | 리시테아               | 데메테르              |
| 목성 XI   | 판                             | 다이달로스               | 레다                 | 카르메                 | 세멜레                |
| 목성 XII  | 아드라스테이아                 | 헤파이스토스             | 세멜레               | 아난케                 | 다나에                |

현재 목성의 위성을 명명하는 관행은 유피테르(제우스)가 연정을 품은 인물이나 자손의 이름을 따는 것으로 굳어져 있다. 위르겐 블룽크의 위성 명명 규칙은 계속 유지되고 있으며, 순행 위성의 이름은 o로 끝날 수도 있다는 예외가 추가되었다. 2004년 7월 IAU 총회에서는 당시의 관행이었던 제우스의 연정 관련 인물뿐만 아니라 자손의 이름도 허용했는데, 이는 발견한 목성의 위성 수가 급증함에 따른 것이었다.XXXIV(에우포리에)부터는, LIII(디아)와 LXII(발레투도)를 제외하고, 전부 제우스의 딸 이름이 붙었다. 이후에 발견된 위성들에는 번호는 부여되었으나 이름이 붙지 않은 경우도 있다.

### 토성
1847년 이전에는 타이탄은 발견자인 크리스티안 하위헌스를 따 "하위헌스의 토성의 위성"이라고 불렀으며, 다른 위성들은 로마 숫자로 불렀다. 1847년에 존 허셜이 당시까지 발견된 일곱 개 위성에 이름을 붙였는데, 안쪽의 두 위성(미마스와 엔셀라두스)은 기간테스, 바깥쪽의 다섯 위성(타이탄, 이아페투스, 테티스, 디오네, 레아)은 티탄의 이름을 땄다. 이후 발견된 위성들도 허셜의 방법을 따랐다.
현재 IAU의 토성 위성 명명 관행도 허셜의 방법과 같이, 티탄 및 티탄의 자식의 이름을 따는 것이다. 하지만 21세기 들어 발견되는 위성의 수가 급증하자 외곽 위성들에 대한 규정에 수정을 가했다. 2004년 7월 IAU 총회에서는 토성의 위성들에 그리스-로마 신화 이외의 거인족의 이름을 붙이는 것을 허용했다. 토성의 위성군이 3개로 분류됨에 따라, 노르스군은 노르드 신화, 갈릭군은 켈트 신화, 이누이트군은 이누이트 신화에서의 거인족의 이름을 따고 있다. 이 규칙에 있어 유일한 예외는 노르스군에 속하는 포에베로, 어원은 그리스 신화의 포이베이다.

### 천왕성
천왕성의 위성에 로마 숫자를 부여하는 과정은 상당한 시간 동안 계속해서 변화를 겪었다. 윌리엄 허셜은 자신이 티타니아와 오베론 이외에 위성 4개와 고리를 보았다고 하였으나, 이후 50년 간 허셜 이외에 4개 위성과 고리를 본 사람은 없었다. 1840년대에 들어 관측 기술의 발전과 천왕성의 위치가 관측에 유리한 위치로 바뀜에 따라 티타니아와 오베론 외 위성의 관측 사례가 발생하며, 허셜 방식(티타니아가 II, 오베론이 IV)과 라셀 방식(티타니아가 I, 오베론이 II)이 뒤섞여 쓰이게 되었다. 아리엘과 움브리엘의 발견이 공식화된 이후, 라셀은 궤도 순서로 I부터 IV까지 번호를 매겼고, 현재까지 그대로 쓰이고 있다.
1787년 발견한 두 위성은 위성 2개가 더 발견된 후인 1852년까지 이름을 받지 못했다. 위성 명명은 존 허셜이 하였는데, 그리스 신화에서 이름을 따 오는 대신 영문학에 등장하는 공기의 요정을 땄다. 오베론과 티타니아는 윌리엄 셰익스피어의 한여름 밤의 꿈에 등장하는 요정 오베론과 티타니아가 유래이며, 아리엘과 움브리엘은 알렉산더 포프의 "The Rape of the Lock"의 님프인 아리엘과 움브리엘에서 이름을 따 왔다. 공기의 요정의 이름을 딴 이유는 우라노스가 하늘의 신이었기 때문일 것이라고 추측하고 있다.
이후 위성들의 이름은 "공기의 요정"을 잇기보다는 허셜이 제공한 이름의 근원 자체에 집중했다. 1949년 발견한 다섯 번째 위성 미란다는 발견자인 제러드 카이퍼가 셰익스피어의 템페스트의 등장인물의 이름을 땄으며, 현재 천왕성의 위성 명명 관행은 셰익스피어 작품의 등장인물의 이름을 따는 것이다. 처음에는 템페스트에서만 이름을 따 왔지만, 마가렛이 헛소동에서 이름을 따면서 템페스트 관행은 사라지게 되었다.

### 해왕성
해왕성에서 당시 유일하게 발견된 위성 트리톤은 발견 이후 몇십년 간 이름이 붙여지지 않았다. 1880년 카미유 플라마리옹이 트리톤이라는 이름을 제안하였지만, 20세기 중반까지 널리 사용되지 않았고, 트리톤이라는 이름도 "비공식적 명칭"으로 간주되어 천문학계에서는 "해왕성의 위성"으로만 칭했다. 1949년 발견된 두 번째 위성 네레이드는 발견 직후 제러드 카이퍼가 이름을 붙였다.
현재 IAU에서의 해왕성 위성 명명 관행은 앞 두 위성에 맞추어, 그리스 신화에서의 바다의 신 이름을 붙이는 것이다.

### 명왕성

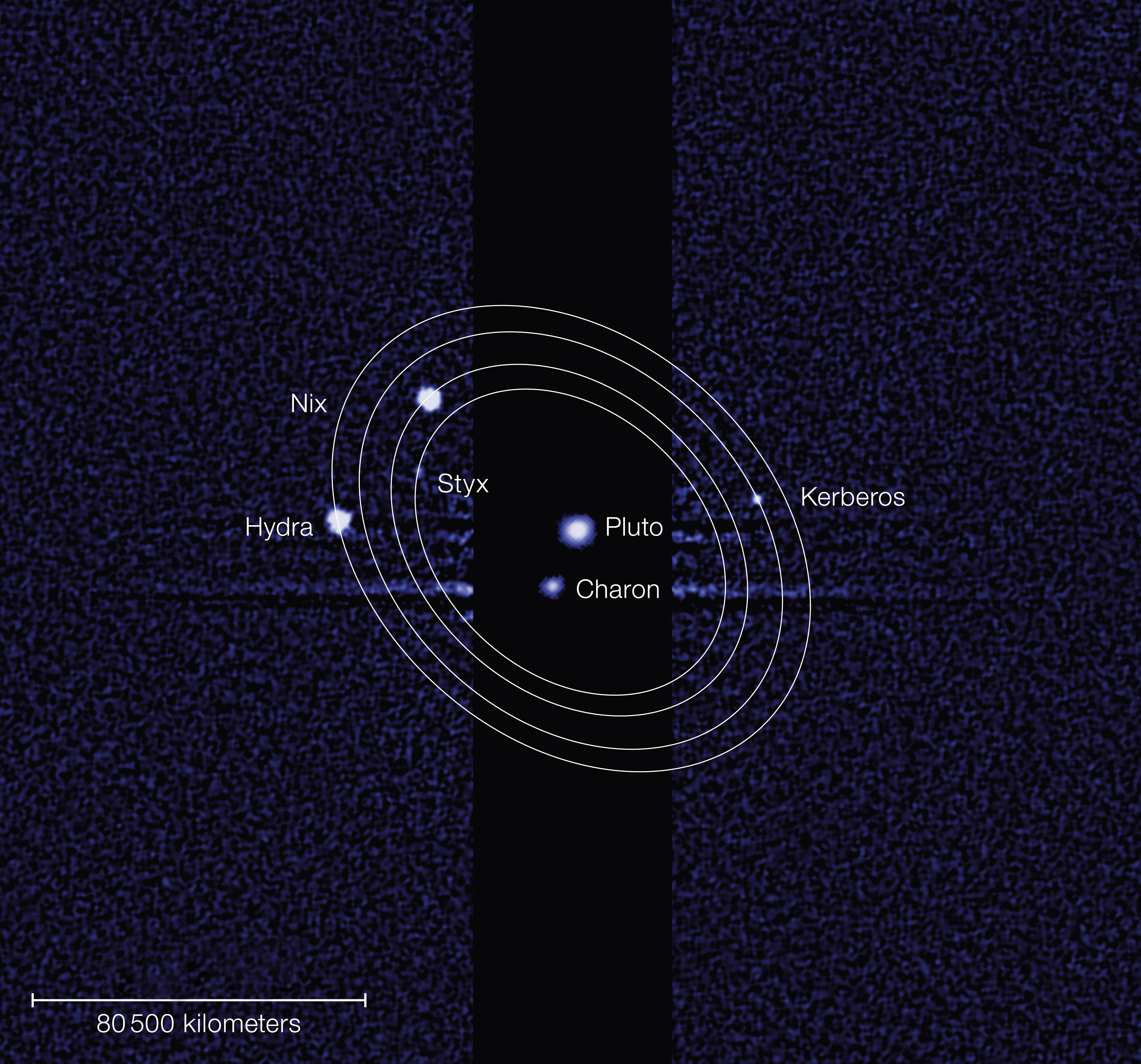
명왕성과 다섯 위성.

명왕성의 위성 카론의 이름은 발견자인 제임스 크리스티가 발견 직후 붙였다. 나머지 네 위성의 이름은 히드라, 닉스, 케르베로스, 스틱스가 되었으며, 다섯 위성 모두 그리스 신화의 하데스(로마 신화에서의 플루토)와 관련이 있는 명칭이다.

### 에리스
에리스의 위성 디스노미아의 이름은 발견자인 마이클 E. 브라운이 붙였으며, 이름의 뜻은 두 가지로 해석할 수 있다. 본 뜻은 신화 에리스의 딸인 디스노미아(무법자→lawless)이지만, 의도적으로 여전사 지나의 출연자인 루시 롤리스→lawless라는 뜻도 붙였다. 이는 에리스가 막 발견되어 공식 명칭이 없었을 당시 '지나'라는 별칭이 붙었던 것에서 유래했으며, 현재까지 디스노미아는 공식적으로 "배우의 이름이 붙은" 유일한 위성이다. 에리스와 디스노미아라는 이름은 2006년 8월 14일 국제천문연맹에서 승인되었다.

### 하우메아
하우메아와 하우메아의 위성의 이름은 데이빗 L. 라비노비츠가 하와이 신화에서 따 온 것이다.

### 소행성대 및 카이퍼대 천체
행성 및 왜행성과 다르게, 소행성의 위성 중 이름이 붙은 위성은 드물다.
| 위성         | 중심체               | 로마자 |
| ------------ | -------------------- | ------ |
| 다크틸       | 243 이다             | I      |
| 에키드나     | 42355 타이푼         | I      |
| 리누스       | 22 칼리오페          | I      |
| 메노이티오스 | 617 파트로클로스     | I      |
| 프티프랭스   | 45 외제니아          | I      |
| 포르키스     | 65489 세토           | I      |
| 레무스       | 87 실비아            | II     |
| 로물루스     | 87 실비아            | I      |
| 사위스케라   | 88611 테하론히아와코 | I      |
| 조에         | 58534 로고스         | I      |

## 로마자 명칭
위성의 로마자 명칭 체계는 달을 제외한 모든 위성에 적용되었다. 갈릴레오 갈릴레이는 자신이 발견한 갈릴레이 위성의 이름을 목성에서 가까운 순으로 I부터 IV까지로 붙였다. 비슷한 방식이 토성, 천왕성, 화성의 위성에도 적용되었다. 이 번호는 행성에서 가까운 순으로 붙였기 때문에, 새로운 위성이 발견될 때마다 순서가 조정되는 경우가 많았다. 예를 들어, 1789년 미마스와 엔셀라두스 발견 이전에 테티스가 토성 I, 디오네가 토성 II였지만, 이후 미마스가 토성 I, 엔셀라두스가 토성 II, 테티스가 토성 III, 디오네가 토성 IV가 되었다.
19세기 중반에 들어서자 이 번호는 각 위성에게 고유한 번호로서 정착되었고, 이후 아말테아가 이오보다 안쪽 궤도에 있지만 "목성 V"로 이름이 붙으며 궤도 순서 규칙이 깨졌다. 로마 숫자는 그 후부터 발견 순서를 뜻하는 것으로서 암묵적인 정의 변화가 이루어졌다. 현재에는 이 규칙을 엄격하게 따르지는 않고, 만약 위성이 단기간에 여러 개 발견된다면 궤도 순서 등 다른 규칙에 따라 붙이기도 한다. 로마자 명명 방법은 87 실비아 I 로물루스 등 소행성의 위성까지 확대되었다.
로마자 명칭은 보통 이름이 붙을 때까지는 붙지 않으며, 임시 명칭만 있을 경우에는 붙지 않았다. 1975년부터 2013년까지 국제천문연맹에서 모든 위성에 이름을 붙였기 때문에 로마자는 거의 사용되지 않았었지만, 최근에 발견된 위성 일부는 궤도 요소가 완벽히 파악되어 로마자 명칭이 붙은 이후에도 이름이 붙지 않았기 때문에 이 위성들은 구별을 위해 로마자 명칭을 사용한다. 최초로 이 경우에 해당한 위성은 목성 LI이다.

## 임시 명칭
위성이 처음 발견되면 "S/2010 J 2" (2010년 목성에서 2번째로 발견된 위성)이나 "S/2003 S 1" (2003년 토성에서 1번째로 발견된 위성)처럼 임시 명칭이 부여된다. 앞의 "S/"는 위성(satellite)을 의미하며, "D/", "C/", "P/"는 혜성에, "R/"은 고리에 사용된다. 간혹 두 번째 띄어쓰기를 생략해 "S/2003 S1"처럼 적기도 한다. 네 숫자는 발견 년도이며, 뒤의 글자는 행성의 약자이다. 수성(Mercury)은 화성(Mars)과의 중복을 막기 위해, 어원적으로 같은 헤르메스(Hermes)를 사용한다.
- H = 수성 (Hermes)
- V = 금성 (Venus)
- E = 지구 (Earth)
- M = 화성 (Mars)
- J = 목성 (Jupiter)
- S = 토성 (Saturn)
- U = 천왕성 (Uranus)
- N = 해왕성 (Neptune)

참고: 수성의 "H" 사용은 통상 IAU 지침을 따르는 USGS 행성 명명 사전에 나오는 것이지만, 확인 필요: 현재까지 수성을 공전하는 위성이 발견된 적이 없음.
명왕성(Pluto)은 왜행성으로 격하되기 전에는 P를 사용했다. 소행성체 주변에서 위성이 발견되면 모천체의 소행성체 번호를 식별자로 사용하는데, 예를 들어, 243 이다의 위성 다크틸의 임시 명칭은 "S/1993 (243) 1"였으며, 발견 확인 후 명칭 부여 후에는 (243) 이다 I 다크틸이 되었다. 같은 원리로 명왕성의 넷째 위성인 케르베로스는 명왕성의 행성 지위 박탈 이후 발견되었기 때문에, S/2011 P 1 대신 S/2011 (134340) 1이라는 임시 명칭이 붙었다. 명왕성의 행성 지위 박탈에 반대했던 뉴 허라이즌스 팀은 S/2011 P 1을 사용했다.
몇 개월에서 몇 년 후 위성의 존재가 완전히 확정되고 궤도가 계산되면 임시 명칭 대신 영구 명칭이 부여된다. 과거에 발견된 위성들은 매우 오랜 기간 동안 명칭이 붙여지지 않은 경우도 있다.

## 변천사

### IAU 이전 명칭
다음 명칭들은 IAU 1973년 위성 명명 위원회의 상정 이전에 비공식적으로 통용된 명칭들이다.
| 날짜           | 명명자 | 명칭 | 사진 | 행성/번호 명칭 | 발견일 | 비고 |
| 17세기         | 17세기 | 17세기 | 17세기 | 17세기 | 17세기 | 17세기 |
| -------------- | --- | --- | --- | --- | --- | --- |
| 1614년         | 시몬 마리우스 | 이오 | | 목성 I | 1610 | 시몬 마리우스는 자신의 책 "Mundus Iovialis anno M.DC.IX Detectus Ope Perspicilli Belgici"에서 이 이름을 제안하였으며, 이 이름은 요하네스 케플러의 제안이라고 밝혔다.                                                         |
| 1614년         | 시몬 마리우스 | 유로파 | | 목성 II | 1610 | 시몬 마리우스는 자신의 책 "Mundus Iovialis anno M.DC.IX Detectus Ope Perspicilli Belgici"에서 이 이름을 제안하였으며, 이 이름은 요하네스 케플러의 제안이라고 밝혔다.                                                         |
| 1614년         | 시몬 마리우스 | 가니메데 | | 목성 III | 1610 | 시몬 마리우스는 자신의 책 "Mundus Iovialis anno M.DC.IX Detectus Ope Perspicilli Belgici"에서 이 이름을 제안하였으며, 이 이름은 요하네스 케플러의 제안이라고 밝혔다.                                                         |
| 1614년         | 시몬 마리우스 | 칼리스토 | | 목성 IV | 1610 | 시몬 마리우스는 자신의 책 "Mundus Iovialis anno M.DC.IX Detectus Ope Perspicilli Belgici"에서 이 이름을 제안하였으며, 이 이름은 요하네스 케플러의 제안이라고 밝혔다.                                                         |
| 19세기         | | | | | | |
| 1847년         | 존 허셜 | 미마스 | | 토성 I | 1789 | 허셜은 자신의 책 "Results of Astronomical Observations made at the Cape of Good Hope"에서 토성의 위성 일곱 개의 이름을 붙였다.                                                                                               |
| 1847년         | 존 허셜 | 엔셀라두스 | | 토성 II | 1789 | 허셜은 자신의 책 "Results of Astronomical Observations made at the Cape of Good Hope"에서 토성의 위성 일곱 개의 이름을 붙였다.                                                                                               |
| 1847년         | 존 허셜 | 테티스 | | 토성 III | 1684 | 허셜은 자신의 책 "Results of Astronomical Observations made at the Cape of Good Hope"에서 토성의 위성 일곱 개의 이름을 붙였다.                                                                                               |
| 1847년         | 존 허셜 | 디오네 | | 토성 IV | 1684 | 허셜은 자신의 책 "Results of Astronomical Observations made at the Cape of Good Hope"에서 토성의 위성 일곱 개의 이름을 붙였다.                                                                                               |
| 1847년         | 존 허셜 | 레아 | | 토성 V | 1672 | 허셜은 자신의 책 "Results of Astronomical Observations made at the Cape of Good Hope"에서 토성의 위성 일곱 개의 이름을 붙였다.                                                                                               |
| 1847년         | 존 허셜 | 타이탄 | | 토성 VI | 1655 | 허셜은 자신의 책 "Results of Astronomical Observations made at the Cape of Good Hope"에서 토성의 위성 일곱 개의 이름을 붙였다.                                                                                               |
| 1847년         | 존 허셜 | 이아페투스 | | 토성 VIII | 1671 | 허셜은 자신의 책 "Results of Astronomical Observations made at the Cape of Good Hope"에서 토성의 위성 일곱 개의 이름을 붙였다.                                                                                               |
| 1848           | 윌리엄 라셀 | 히페리온 | | 토성 VII | 1847 | 허셜의 제안을 따라 라셀은 위성의 이름을 히페리온으로 지었다. Discovery of a New Satellite of Saturn, Monthly Notices of the Royal Astronomical Society, Vol. 8, No. 9, pp. 195–197.                                          |
| 1852년         | 존 허셜 | 아리엘 | | 천왕성 I | 1851 | 허셜은 천왕성의 네 위성의 이름을 1952년에 붙였다. Astronomische Nachrichten, Vol. 34, No. 812, pp. 325/326 |
| 1852년         | 존 허셜 | 움브리엘 | | 천왕성 II | 1851 | 허셜은 천왕성의 네 위성의 이름을 1952년에 붙였다. Astronomische Nachrichten, Vol. 34, No. 812, pp. 325/326 |
| 1852년         | 존 허셜 | 티타니아 | | 천왕성 III | 1787 | 허셜은 천왕성의 네 위성의 이름을 1952년에 붙였다. Astronomische Nachrichten, Vol. 34, No. 812, pp. 325/326 |
| 1852년         | 존 허셜 | 오베론 | | 천왕성 IV | 1787 | 허셜은 천왕성의 네 위성의 이름을 1952년에 붙였다. Astronomische Nachrichten, Vol. 34, No. 812, pp. 325/326 |
| 1878년         | 아사프 홀 | 포보스 | | 화성 I | 1877 | 홀은 자신이 발견한 위성의 이름을 포버스(Phobus)와 데이머스(Deimus)로 지었으며:Astronomische Nachrichten, Vol. 92, No. 2187, pp. 47/48 이후 "포보스"와 "데이모스"로 점차 바뀌었다.                                            |
| 1878년         | 아사프 홀 | 데이모스 | | 화성 II | 1877 | 홀은 자신이 발견한 위성의 이름을 포버스(Phobus)와 데이머스(Deimus)로 지었으며:Astronomische Nachrichten, Vol. 92, No. 2187, pp. 47/48 이후 "포보스"와 "데이모스"로 점차 바뀌었다.                                            |
| 1880년         | 카미유 플라마리옹 | 트리톤 | | 해왕성 I | 1846 | 플라마리옹은 자신의 책 "Astronomie populaire"에서 트리톤이라는 이름을 제안했으며: p. 591 이 이름은 이후 몇십 년 동안 비공식적인 이름으로 간주되었다.                                                                         |
| 1893년 경      | 카미유 플라마리옹 | 아말테아 | | 목성 V | 1892 | 플라마리옹은 발견자인 에드워드 에머슨 바너드와의 서신에서 아말테아라는 이름을 제안했지만, 바너드는 어떠한 이름을 붙이는 것을 거부했고, 아말테아는 1975년 IAU에서 공식 명칭으로 받아들여지기 전까지 비공식 명칭으로 존재했다. |
| 1899년 4월     | 윌리엄 헨리 피커링 | 포에베 | | 토성 IX | 1899 | 피커링은 자신이 발견한 위성의 이름을 포에베로 제안했다. A New Satellite of Saturn |
| 20세기         | | | | | | |
| 1939년 4월     | 세스 반스 니컬슨은 자신이 발견한 목성의 위성에 이름 붙이기를 거부했다. Publications of the Astronomical Society of the Pacific, Vol. 51, No. 300, pp. 85–94 | 세스 반스 니컬슨은 자신이 발견한 목성의 위성에 이름 붙이기를 거부했다. Publications of the Astronomical Society of the Pacific, Vol. 51, No. 300, pp. 85–94 | 세스 반스 니컬슨은 자신이 발견한 목성의 위성에 이름 붙이기를 거부했다. Publications of the Astronomical Society of the Pacific, Vol. 51, No. 300, pp. 85–94 | 세스 반스 니컬슨은 자신이 발견한 목성의 위성에 이름 붙이기를 거부했다. Publications of the Astronomical Society of the Pacific, Vol. 51, No. 300, pp. 85–94 | 세스 반스 니컬슨은 자신이 발견한 목성의 위성에 이름 붙이기를 거부했다. Publications of the Astronomical Society of the Pacific, Vol. 51, No. 300, pp. 85–94 | 세스 반스 니컬슨은 자신이 발견한 목성의 위성에 이름 붙이기를 거부했다. Publications of the Astronomical Society of the Pacific, Vol. 51, No. 300, pp. 85–94                                                                  |
| 1949년 6월     | 제러드 카이퍼 | 미란다 | | 천왕성 V | 1948 | 카이퍼는 자신의 발견 논문에서 미란다라는 이름을 제안했다. The Fifth Satellite of Uranus |
| 1949년 8월     | 제러드 카이퍼 | 네레이드 | | 해왕성 II | 1949 | 카이퍼는 자신의 발견 논문에서 네레이드라는 이름을 제안했다. The second satellite of Neptune |
| 1967년 2월 1일 | 오두인 돌퍼스 | 야누스 | | 토성 X | 1966 | 돌퍼스는 자신의 위성 발견 논문에서 위성의 이름을 야누스라고 붙였다. IAUC 1995: Saturn X (Janus) |

### IAU 명칭
밑의 명칭은 IAU의 공식적 절차를 통해 선택된 이름들로, 이름을 정한 사람이 확실한 경우는 드물다.

#### 20세기
| IAU 명칭 - 20세기 | IAU 명칭 - 20세기 | IAU 명칭 - 20세기 | IAU 명칭 - 20세기 | IAU 명칭 - 20세기 | IAU 명칭 - 20세기                                                                                      | IAU 명칭 - 20세기 |
| 날짜              | 명칭              | 사진              | 행성/번호 명칭    | 발견일            | 비고                                                                                                   |                   |
| ----------------- | ----------------- | ----------------- | ----------------- | ----------------- | --- | ----------------- |
| 1975년 10월 7일   | 히말리아          |                   | 목성 VI           | 1904              | IAUC 2846: 목성의 위성. "아말테아"라는 이름을 공식화함.                                                |                   |
| 1975년 10월 7일   | 엘라라            |                   | 목성 VII          | 1905              | IAUC 2846: 목성의 위성. "아말테아"라는 이름을 공식화함.                                                |                   |
| 1975년 10월 7일   | 파시파에          |                   | 목성 VIII         | 1908              | IAUC 2846: 목성의 위성. "아말테아"라는 이름을 공식화함.                                                |                   |
| 1975년 10월 7일   | 시노페            |                   | 목성 IX           | 1914              | IAUC 2846: 목성의 위성. "아말테아"라는 이름을 공식화함.                                                |                   |
| 1975년 10월 7일   | 리시테아          |                   | 목성 X            | 1938              | IAUC 2846: 목성의 위성. "아말테아"라는 이름을 공식화함.                                                |                   |
| 1975년 10월 7일   | 카르메            |                   | 목성 XI           | 1938              | IAUC 2846: 목성의 위성. "아말테아"라는 이름을 공식화함.                                                |                   |
| 1975년 10월 7일   | 아난케            |                   | 목성 XII          | 1951              | IAUC 2846: 목성의 위성. "아말테아"라는 이름을 공식화함.                                                |                   |
| 1975년 10월 7일   | 레다              |                   | 목성 XIII         | 1974              | IAUC 2846: 목성의 위성. "아말테아"라는 이름을 공식화함.                                                |                   |
| 1982년            | 에피메테우스      |                   | 토성 XI           | 1980              | Transactions of the International Astronomical Union, Vol. XVIIIA, 1982. "야누스"라는 이름을 공식화함. |                   |
| 1982년            | 텔레스토          |                   | 토성 XIII         | 1980              | Transactions of the International Astronomical Union, Vol. XVIIIA, 1982. "야누스"라는 이름을 공식화함. |                   |
| 1982년            | 칼립소            |                   | 토성 XIV          | 1980              | Transactions of the International Astronomical Union, Vol. XVIIIA, 1982. "야누스"라는 이름을 공식화함. |                   |
| 1983년 9월 30일   | 테베              |                   | 목성 XIV          | 1979              | IAUC 3872: 목성, 토성의 위성                                                                           |                   |
| 1983년 9월 30일   | 아드라스테아      |                   | 목성 XV           | 1979              | IAUC 3872: 목성, 토성의 위성                                                                           |                   |
| 1983년 9월 30일   | 메티스            |                   | 목성 XVI          | 1979              | IAUC 3872: 목성, 토성의 위성                                                                           |                   |
| 1983년 9월 30일   | 아틀라스          |                   | 토성 XV           | 1980              | IAUC 3872: 목성, 토성의 위성                                                                           |                   |
| 1986년 1월 3일    | 프로메테우스      |                   | 토성 XVI          | 1980              | IAUC 4157: 토성, 명왕성의 위성                                                                         |                   |
| 1986년 1월 3일    | 판도라            |                   | 토성 XVII         | 1980              | IAUC 4157: 토성, 명왕성의 위성                                                                         |                   |
| 1986년 1월 3일    | 카론              |                   | 명왕성 I          | 1978              | IAUC 4157: 토성, 명왕성의 위성                                                                         |                   |
| 1988년 6월 8일    | 헬레네            |                   | 토성 XII          | 1980              | IAUC 4609: 토성, 천왕성의 위성                                                                         |                   |
| 1988년 6월 8일    | 코델리아          |                   | 천왕성 VI         | 1986              | IAUC 4609: 토성, 천왕성의 위성                                                                         |                   |
| 1988년 6월 8일    | 오필리아          |                   | 천왕성 VII        | 1986              | IAUC 4609: 토성, 천왕성의 위성                                                                         |                   |
| 1988년 6월 8일    | 비안카            |                   | 천왕성 VIII       | 1986              | IAUC 4609: 토성, 천왕성의 위성                                                                         |                   |
| 1988년 6월 8일    | 크레시다          |                   | 천왕성 IX         | 1986              | IAUC 4609: 토성, 천왕성의 위성                                                                         |                   |
| 1988년 6월 8일    | 데스데모나        |                   | 천왕성 X          | 1986              | IAUC 4609: 토성, 천왕성의 위성                                                                         |                   |
| 1988년 6월 8일    | 줄리엣            |                   | 천왕성 XI         | 1986              | IAUC 4609: 토성, 천왕성의 위성                                                                         |                   |
| 1988년 6월 8일    | 포르티아          |                   | 천왕성 XII        | 1986              | IAUC 4609: 토성, 천왕성의 위성                                                                         |                   |
| 1988년 6월 8일    | 로살린드          |                   | 천왕성 XIII       | 1986              | IAUC 4609: 토성, 천왕성의 위성                                                                         |                   |
| 1988년 6월 8일    | 벨린다            |                   | 천왕성 XIV        | 1986              | IAUC 4609: 토성, 천왕성의 위성                                                                         |                   |
| 1988년 6월 8일    | 퍽                |                   | 천왕성 XV         | 1985              | IAUC 4609: 토성, 천왕성의 위성                                                                         |                   |
| 1991년 9월 16일   | 판                |                   | 토성 XVIII        | 1990              | IAUC 5347: 토성, 해왕성의 위성                                                                         |                   |
| 1991년 9월 16일   | 나이아드          |                   | 해왕성 III        | 1989              | IAUC 5347: 토성, 해왕성의 위성                                                                         |                   |
| 1991년 9월 16일   | 탈라사            |                   | 해왕성 IV         | 1989              | IAUC 5347: 토성, 해왕성의 위성                                                                         |                   |
| 1991년 9월 16일   | 데스피나          |                   | 해왕성 V          | 1989              | IAUC 5347: 토성, 해왕성의 위성                                                                         |                   |
| 1991년 9월 16일   | 갈라테아          |                   | 해왕성 VI         | 1989              | IAUC 5347: 토성, 해왕성의 위성                                                                         |                   |
| 1991년 9월 16일   | 라리사            |                   | 해왕성 VII        | 1989              | IAUC 5347: 토성, 해왕성의 위성                                                                         |                   |
| 1991년 9월 16일   | 프로테우스        |                   | 해왕성 VIII       | 1989              | IAUC 5347: 토성, 해왕성의 위성                                                                         |                   |
| 1998년 4월 30일   | 칼리반            |                   | 천왕성 XVI        | 1997              | IAUC 7132: 천왕성의 위성                                                                               |                   |
| 1998년 4월 30일   | 시코락스          |                   | 천왕성 XVII       | 1997              | IAUC 7132: 천왕성의 위성                                                                               |                   |
| 2000년 8월 21일   | 프로스페로        |                   | 천왕성 XVIII      | 1999              | IAUC 7479: 천왕성의 위성                                                                               |                   |
| 2000년 8월 21일   | 세테보스          |                   | 천왕성 XIX        | 1999              | IAUC 7479: 천왕성의 위성                                                                               |                   |
| 2000년 8월 21일   | 스테파노          |                   | 천왕성 XX         | 1999              | IAUC 7479: 천왕성의 위성                                                                               |                   |

#### 21세기
| IAU 명칭 - 21세기 | IAU 명칭 - 21세기 | IAU 명칭 - 21세기 | IAU 명칭 - 21세기 | IAU 명칭 - 21세기 | IAU 명칭 - 21세기                                                                               | IAU 명칭 - 21세기 |
| 날짜              | 명칭              | 사진              | 행성/번호 명칭    | 발견일            | 비고                                                                                            |                   |
| ----------------- | ----------------- | ----------------- | ----------------- | ----------------- | ----------------------------------------------------------------------------------------------- | ----------------- |
| 2002년 10월 22일  | 칼리로에          |                   | 목성 XVII         | 1999              | IAUC 7998: 목성의 위성                                                                          |                   |
| 2002년 10월 22일  | 테미스토          |                   | 목성 XVIII        | 2000              | IAUC 7998: 목성의 위성                                                                          |                   |
| 2002년 10월 22일  | 메가클리테        |                   | 목성 XIX          | 2001              | IAUC 7998에서 "Magaclite"로 표기; 2002년 11월 29일에 IAUC 8023: 목성의 위성에서 정정됨.         |                   |
| 2002년 10월 22일  | 타이게테          |                   | 목성 XX           | 2001              | IAUC 7998: 목성의 위성                                                                          |                   |
| 2002년 10월 22일  | 칼데네            |                   | 목성 XXI          | 2001              | IAUC 7998: 목성의 위성                                                                          |                   |
| 2002년 10월 22일  | 하르팔리케        |                   | 목성 XXII         | 2000              | IAUC 7998: 목성의 위성                                                                          |                   |
| 2002년 10월 22일  | 칼리케            |                   | 목성 XXIII        | 2001              | IAUC 7998: 목성의 위성                                                                          |                   |
| 2002년 10월 22일  | 이오카스테        |                   | 목성 XXIV         | 2001              | IAUC 7998: 목성의 위성                                                                          |                   |
| 2002년 10월 22일  | 에리노메          |                   | 목성 XXV          | 2001              | IAUC 7998: 목성의 위성                                                                          |                   |
| 2002년 10월 22일  | 이소노에          |                   | 목성 XXVI         | 2001              | IAUC 7998: 목성의 위성                                                                          |                   |
| 2002년 10월 22일  | 프락시디케        |                   | 목성 XXVII        | 2001              | IAUC 7998: 목성의 위성                                                                          |                   |
| 2002년 8월 8일    | 아우토노에        |                   | 목성 XXVIII       | 2002              | IAUC 8177: 목성, 토성, 천왕성의 위성                                                            |                   |
| 2002년 8월 8일    | 티오네            |                   | 목성 XXIX         | 2002              | IAUC 8177: 목성, 토성, 천왕성의 위성                                                            |                   |
| 2002년 8월 8일    | 헤르미페          |                   | 목성 XXX          | 2002              | IAUC 8177: 목성, 토성, 천왕성의 위성                                                            |                   |
| 2002년 8월 8일    | 아이트네          |                   | 목성 XXXI         | 2002              | IAUC 8177: 목성, 토성, 천왕성의 위성                                                            |                   |
| 2002년 8월 8일    | 유리도메          |                   | 목성 XXXII        | 2002              | IAUC 8177: 목성, 토성, 천왕성의 위성                                                            |                   |
| 2002년 8월 8일    | 유안테            |                   | 목성 XXXIII       | 2002              | IAUC 8177: 목성, 토성, 천왕성의 위성                                                            |                   |
| 2002년 8월 8일    | 유포리에          |                   | 목성 XXXIV        | 2002              | IAUC 8177: 목성, 토성, 천왕성의 위성                                                            |                   |
| 2002년 8월 8일    | 오르토시에        |                   | 목성 XXXV         | 2002              | IAUC 8177: 목성, 토성, 천왕성의 위성                                                            |                   |
| 2002년 8월 8일    | 스폰데            |                   | 목성 XXXVI        | 2002              | IAUC 8177: 목성, 토성, 천왕성의 위성                                                            |                   |
| 2002년 8월 8일    | 칼레              |                   | 목성 XXXVII       | 2002              | IAUC 8177: 목성, 토성, 천왕성의 위성                                                            |                   |
| 2002년 8월 8일    | 파시티            |                   | 목성 XXXVIII      | 2002              | IAUC 8177: 목성, 토성, 천왕성의 위성                                                            |                   |
| 2003년 8월 8일    | 이미르            |                   | 토성 XIX          | 2000              | IAUC 8177: 목성, 토성, 천왕성의 위성                                                            |                   |
| 2003년 8월 8일    | 팔리아크          |                   | 토성 XX           | 2000              | IAUC 8177: 목성, 토성, 천왕성의 위성                                                            |                   |
| 2003년 8월 8일    | 타르보스          |                   | 토성 XXI          | 2000              | IAUC 8177: 목성, 토성, 천왕성의 위성                                                            |                   |
| 2003년 8월 8일    | 이지라크          |                   | 토성 XXII         | 2000              | IAUC 8177: 목성, 토성, 천왕성의 위성                                                            |                   |
| 2003년 8월 8일    | 수툰그르          |                   | 토성 XXIII        | 2000              | IAUC 8177에서 "Suttung"으로 표기; 2005년 1월 21일에 IAUC 8471: 토성의 위성에서 정정됨.          |                   |
| 2003년 8월 8일    | 키비우크          |                   | 토성 XXIV         | 2000              | IAUC 8177: 목성, 토성, 천왕성의 위성                                                            |                   |
| 2003년 8월 8일    | 문딜파리          |                   | 토성 XXV          | 2000              | IAUC 8177: 목성, 토성, 천왕성의 위성                                                            |                   |
| 2003년 8월 8일    | 알비오릭스        |                   | 토성 XXVI         | 2000              | IAUC 8177: 목성, 토성, 천왕성의 위성                                                            |                   |
| 2003년 8월 8일    | 스카티            |                   | 토성 XXVII        | 2000              | IAUC 8177에서 "Skadi"로 표기; 2005년 1월 21일에 IAUC 8471: 토성의 위성에서 정정됨.              |                   |
| 2003년 8월 8일    | 에리아푸스        |                   | 토성 XXVIII       | 2000              | IAUC 8177에서 "Erriapo"로 표기; 2007년 12월 14일에 정정됨 (USGS)                                |                   |
| 2003년 8월 8일    | 시아르나크        |                   | 토성 XXIX         | 2000              | IAUC 8177: 목성, 토성, 천왕성의 위성                                                            |                   |
| 2003년 8월 8일    | 트리므르          |                   | 토성 XXX          | 2000              | IAUC 8177에서 "Thrym"으로 표기; 2005년 1월 21일에 IAUC 8471: 토성의 위성에서 정정됨.            |                   |
| 2003년 8월 8일    | 트린쿨로          |                   | 천왕성 XXI        | 2002              | IAUC 8177: 목성, 토성, 천왕성의 위성                                                            |                   |
| 2005년 1월 21일   | 나르비            |                   | 토성 XXXI         | 2003              | IAUC 8471: 토성의 위성                                                                          |                   |
| 2005년 1월 21일   | 메토네            |                   | 토성 XXXII        | 2004              | IAUC 8471: 토성의 위성                                                                          |                   |
| 2005년 1월 21일   | 팔레네            |                   | 토성 XXXIII       | 2004              | IAUC 8471: 토성의 위성                                                                          |                   |
| 2005년 1월 21일   | 폴리데우케스      |                   | 토성 XXXIV        | 2004              | IAUC 8471: 토성의 위성                                                                          |                   |
| 2005년 3월 30일   | 헤게모네          |                   | 목성 XXXIX        | 2003              | IAUC 8502: 목성의 위성                                                                          |                   |
| 2005년 3월 30일   | 므네메            |                   | 목성 XL           | 2003              | IAUC 8502: 목성의 위성                                                                          |                   |
| 2005년 3월 30일   | 아오에데          |                   | 목성 XLI          | 2003              | IAUC 8502: 목성의 위성                                                                          |                   |
| 2005년 3월 30일   | 텔크시노에        |                   | 목성 XLII         | 2004              | IAUC 8502: 목성의 위성                                                                          |                   |
| 2005년 3월 30일   | 아르케            |                   | 목성 XLIII        | 2002              | IAUC 8502: 목성의 위성                                                                          |                   |
| 2005년 3월 30일   | 칼리코레          |                   | 목성 XLIV         | 2003              | IAUC 8502: 목성의 위성                                                                          |                   |
| 2005년 3월 30일   | 헬리케            |                   | 목성 XLV          | 2003              | IAUC 8502: 목성의 위성                                                                          |                   |
| 2005년 3월 30일   | 카르포            |                   | 목성 XLVI         | 2003              | IAUC 8502: 목성의 위성                                                                          |                   |
| 2005년 3월 30일   | 유켈라데          |                   | 목성 XLVII        | 2003              | IAUC 8502: 목성의 위성                                                                          |                   |
| 2005년 3월 30일   | 킬레네            |                   | 목성 XLVIII       | 2003              | IAUC 8502: 목성의 위성                                                                          |                   |
| 2005년 12월 29일  | 프란시스코        |                   | 천왕성 XXII       | 2006              | IAUC 8648: 천왕성의 위성                                                                        |                   |
| 2005년 12월 29일  | 마가렛            |                   | 천왕성 XXIII      | 2006              | IAUC 8648: 천왕성의 위성                                                                        |                   |
| 2005년 12월 29일  | 페르디난드        |                   | 천왕성 XXIV       | 2006              | IAUC 8648: 천왕성의 위성                                                                        |                   |
| 2005년 12월 29일  | 페르디타          |                   | 천왕성 XXV        | 2006              | IAUC 8648: 천왕성의 위성                                                                        |                   |
| 2005년 12월 29일  | 마브              |                   | 천왕성 XXVI       | 2006              | IAUC 8648: 천왕성의 위성                                                                        |                   |
| 2005년 12월 29일  | 큐피드            |                   | 천왕성 XXVII      | 2006              | IAUC 8648: 천왕성의 위성                                                                        |                   |
| 2006년 6월 21일   | 닉스              |                   | 명왕성 II         | 2005              | IAUC 8723: 명왕성의 위성                                                                        |                   |
| 2006년 6월 21일   | 히드라            |                   | 명왕성 III        | 2005              | IAUC 8723: 명왕성의 위성                                                                        |                   |
| 2006년 7월 17일   | 다프니스          |                   | 토성 XXXV         | 2005              | IAUC 8730: 토성 XXXV (다프니스) = S/2005 S 1                                                    |                   |
| 2006년 9월 13일   | 디스노미아        |                   | 에리스 I          | 2005              | IAUC 8747: (134340) 명왕성, (136199) 에리스, (136199) 에리스 I (디스노미아)                     |                   |
| 2007년 2월 3일    | 할리메데          |                   | 해왕성 IX         | 2002              | IAUC 8802: 해왕성의 위성                                                                        |                   |
| 2007년 2월 3일    | 프사마테          |                   | 해왕성 X          | 2003              | IAUC 8802: 해왕성의 위성                                                                        |                   |
| 2007년 2월 3일    | 사오              |                   | 해왕성 XI         | 2002              | IAUC 8802: 해왕성의 위성                                                                        |                   |
| 2007년 2월 3일    | 라오메데이아      |                   | 해왕성 XII        | 2002              | IAUC 8802: 해왕성의 위성                                                                        |                   |
| 2007년 2월 3일    | 네소              |                   | 해왕성 XIII       | 2002              | IAUC 8802: 해왕성의 위성                                                                        |                   |
| 2007년 4월 5일    | 코레              |                   | 목성 XLIX         | 2003              | IAUC 8826: 목성, 토성의 위성                                                                    |                   |
| 2007년 4월 5일    | 아에기르          |                   | 토성 XXXVI        | 2004              | IAUC 8826: 목성, 토성의 위성                                                                    |                   |
| 2007년 4월 5일    | 베비온            |                   | 토성 XXXVII       | 2004              | IAUC 8826: 목성, 토성의 위성                                                                    |                   |
| 2007년 4월 5일    | 베르겔미르        |                   | 토성 XXXVIII      | 2004              | IAUC 8826: 목성, 토성의 위성                                                                    |                   |
| 2007년 4월 5일    | 베스틀라          |                   | 토성 XXXIX        | 2004              | IAUC 8826: 목성, 토성의 위성                                                                    |                   |
| 2007년 4월 5일    | 파르바우티        |                   | 토성 XL           | 2004              | IAUC 8826: 목성, 토성의 위성                                                                    |                   |
| 2007년 4월 5일    | 펜리르            |                   | 토성 XLI          | 2004              | IAUC 8826: 목성, 토성의 위성                                                                    |                   |
| 2007년 4월 5일    | 포르뇨트          |                   | 토성 XLII         | 2004              | IAUC 8826: 목성, 토성의 위성                                                                    |                   |
| 2007년 4월 5일    | 하티              |                   | 토성 XLIII        | 2004              | IAUC 8826: 목성, 토성의 위성                                                                    |                   |
| 2007년 4월 5일    | 히로킨            |                   | 토성 XLIV         | 2004              | IAUC 8826에서 "Hyrokkin"으로 표기; 2007년 7월 31일 IAUC 8860: 토성 XLIV (Hyrrokkin)에서 정정됨. |                   |
| 2007년 4월 5일    | 카리              |                   | 토성 XLV          | 2006              | IAUC 8826: 목성, 토성의 위성                                                                    |                   |
| 2007년 4월 5일    | 로게              |                   | 토성 XLVI         | 2006              | IAUC 8826: 목성, 토성의 위성                                                                    |                   |
| 2007년 4월 5일    | 스콜              |                   | 토성 XLVII        | 2006              | IAUC 8826: 목성, 토성의 위성                                                                    |                   |
| 2007년 4월 5일    | 수르투르          |                   | 토성 XLVIII       | 2006              | IAUC 8826: 목성, 토성의 위성                                                                    |                   |
| 2007년 9월 20일   | 안테              |                   | 토성 XLIX         | 2007              | IAUC 8873: 토성의 위성                                                                          |                   |
| 2007년 9월 20일   | 야른삭사          |                   | 토성 L            | 2006              | IAUC 8873: 토성의 위성                                                                          |                   |
| 2007년 9월 20일   | 그레이프          |                   | 토성 LI           | 2006              | IAUC 8873: 토성의 위성                                                                          |                   |
| 2007년 9월 20일   | 타르케크          |                   | 토성 LII          | 2007              | IAUC 8873: 토성의 위성                                                                          |                   |
| 2008년 9월 17일   | 히이아카          |                   | 하우메아 I        | 2005              |                                                                                                 |                   |
| 2008년 9월 17일   | 나마카            |                   | 하우메아 II       | 2005              |                                                                                                 |                   |
| 2009년 5월 5일    | 아에가에온        |                   | 토성 LIII         | 2009              | IAUC 9041: S/2008 S 1에게의 번호 및 명칭 부여                                                   |                   |
| 2009년 11월 11일  | 헤르세            |                   | 목성 L            | 2003              | IAUC 9094: S/2003 J 17에게의 번호 및 명칭 부여                                                  |                   |
| 2013년 7월 2일    | 케르베로스        |                   | 명왕성 IV         | 2011              | IAU 1303                                                                                        |                   |
| 2013년 7월 2일    | 스틱스            |                   | 명왕성 V          | 2012              | IAU 1303                                                                                        |                   |
| 2015년 3월 7일    | (미명명)          |                   | 목성 LI           | 2010              | CBET (Central Bureau Electronic Telegram) 4075: 20150307: 목성의 위성, 2015년 3월 7일           |                   |
| 2015년 3월 7일    | (미명명)          |                   | 목성 LII          | 2010              | CBET (Central Bureau Electronic Telegram) 4075: 20150307: 목성의 위성, 2015년 3월 7일           |                   |
| 2015년 3월 7일    | 디아              |                   | 목성 LIII         | 2000              | CBET (Central Bureau Electronic Telegram) 4075: 20150307: 목성의 위성, 2015년 3월 7일           |                   |
| 2017년 6월 9일    | (미명명)          |                   | 목성 LIV          | 2016              | MPC 105280: 자연위성 번호 부여                                                                  |                   |
| 2017년 6월 9일    | (미명명)          |                   | 목성 LV           | 2003              | MPC 105280: 자연위성 번호 부여                                                                  |                   |
| 2017년 6월 9일    | (미명명)          |                   | 목성 LVI          | 2011              | MPC 105280: 자연위성 번호 부여                                                                  |                   |
| 2017년 6월 9일    | (당시 미명명)     |                   | 목성 LVII         | 2003              | MPC 105280: 자연위성 번호 부여                                                                  |                   |
| 2017년 6월 9일    | (당시 미명명)     |                   | 목성 LVIII        | 2003              | MPC 105280: 자연위성 번호 부여                                                                  |                   |
| 2017년 6월 9일    | (미명명)          |                   | 목성 LIX          | 2017              | MPC 105280: 자연위성 번호 부여                                                                  |                   |
| 2017년 10월 5일   | (당시 미명명)     |                   | 목성 LX           | 2003              | MPC 106505: 자연위성 번호 부여                                                                  |                   |
| 2018년 9월 25일   | (미명명)          |                   | 목성 LXI          | 2003              | MPC 111804: 자연위성 번호 부여                                                                  |                   |
| 2018년 9월 25일   | (당시 미명명)     |                   | 목성 LXII         | 2016              | MPC 111804: 자연위성 번호 부여                                                                  |                   |
| 2018년 9월 25일   | (미명명)          |                   | 목성 LXIII        | 2017              | MPC 111804: 자연위성 번호 부여                                                                  |                   |
| 2018년 9월 25일   | (미명명)          |                   | 목성 LXIV         | 2017              | MPC 111804: 자연위성 번호 부여                                                                  |                   |
| 2018년 9월 25일   | (당시 미명명)     |                   | 목성 LXV          | 2017              | MPC 111804: 자연위성 번호 부여                                                                  |                   |
| 2018년 9월 25일   | (미명명)          |                   | 목성 LXVI         | 2017              | MPC 111804: 자연위성 번호 부여                                                                  |                   |
| 2018년 9월 25일   | (미명명)          |                   | 목성 LXVII        | 2017              | MPC 111804: 자연위성 번호 부여                                                                  |                   |
| 2018년 9월 25일   | (미명명)          |                   | 목성 LXVIII       | 2017              | MPC 111804: 자연위성 번호 부여                                                                  |                   |
| 2018년 9월 25일   | (미명명)          |                   | 목성 LXIX         | 2017              | MPC 111804: 자연위성 번호 부여                                                                  |                   |
| 2018년 9월 25일   | (미명명)          |                   | 목성 LXX          | 2017              | MPC 111804: 자연위성 번호 부여                                                                  |                   |
| 2018년 9월 25일   | (당시 미명명)     |                   | 목성 LXXI         | 2018              | MPC 111804: 자연위성 번호 부여                                                                  |                   |
| 2018년 9월 25일   | (미명명)          |                   | 목성 LXXII        | 2011              | MPC 111804: 자연위성 번호 부여                                                                  |                   |
| 2018년 9월 25일   | (당시 미명명)     |                   | 해왕성 XIV        | 2004              |                                                                                                 |                   |
| 2018년 10월 4일   | 발레투도          |                   | 목성 LXII         | 2016              | 목성 위성 명칭 승인: 발레투도                                                                   |                   |
| 2019년 2월 20일   | 히포캄프          |                   | 해왕성 XIV        | 2004              | 해왕성 위성 명칭 승인: 히포캠프                                                                 |                   |
| 2019년 8월 19일   | 에이레네          |                   | 목성 LVII         | 2003              | 목성의 다섯 위성의 이름 승인                                                                    |                   |
| 2019년 8월 19일   | 필로프로시네      |                   | 목성 LVIII        | 2003              | 목성의 다섯 위성의 이름 승인                                                                    |                   |
| 2019년 8월 19일   | 유페메            |                   | 목성 LX           | 2003              | 목성의 다섯 위성의 이름 승인                                                                    |                   |
| 2019년 8월 19일   | 판디아            |                   | 목성 LXV          | 2017              | 목성의 다섯 위성의 이름 승인                                                                    |                   |
| 2019년 8월 19일   | 에르사            |                   | 목성 LXXI         | 2018              | 목성의 다섯 위성의 이름 승인                                                                    |                   |

## 같이 보기
- 천문학의 임시 명칭